# Мерьяль
Мерьяль (фр. Mérial) — коммуна во Франции, в регионе Лангедок — Руссильон, департамент Од. Население — 21 человек (1999).
Муниципалитет расположен на расстоянии около 680 км к югу от Парижа, 180 км к юго-западу от Монпелье, 60 км к юго-западу от Каркассонна.

## Демография
| 1962 | 1968 | 1975 | 1982 | 1990 | 1999 |
| ---- | ---- | ---- | ---- | ---- | ---- |
| 28   | 44   | 34   | 30   | 26   | 21   |